# Медоу-Бридж
Медоу-Бридж (англ. Meadow Bridge) — город в округе Фейетт, штат Западная Виргиния (США). По данным переписи за 2010 год число жителей города составляло 379 человек, по оценке Бюро переписи США в 2015 году в городе проживало 362 человека. Первые поселенцы около Медоу-Бридж появились в 1846 году. Город был назван в честь близлежащего моста через реку Медоу-Крик.
По данным Бюро переписи населения США город имеет общую площадь в 1,06 км².

## Население
По данным переписи 2010 года население Медоу-Бридж составляло 379 человек (из них 47,5 % мужчин и 52,5 % женщин), в городе было 165 домашних хозяйств и 97 семей. На территории города была расположена 186 построек со средней плотностью 175,4 построек на один квадратный километр суши. Расовый состав: белые — 99,2 %, азиаты — 0,3 %.
Население города по возрастному диапазону, по данным переписи 2010 года, распределилось следующим образом: 22,7 % — жители младше 18 лет, 1,6 % — между 18 и 21 годами, 53,0 % — от 21 до 65 лет и 22,7 % — в возрасте 65 лет и старше. Средний возраст населения — 42,5 лет. На каждые 100 женщин в Медоу-Бридж приходилось 90,5 мужчин, при этом на 100 совершеннолетних женщин приходилось уже 84,3 мужчин сопоставимого возраста.
Из 165 домашних хозяйств 58,8 % представляли собой семьи: 41,8 % совместно проживающих супружеских пар (13,3 % с детьми младше 18 лет); 12,1 % — женщины, проживающие без мужей и 4,8 % — мужчины, проживающие без жён. 41,2 % не имели семьи. В среднем домашнее хозяйство ведут 2,30 человека, а средний размер семьи — 3,01 человека. В одиночестве проживали 37,6 % населения, 24,9 % составляли одинокие пожилые люди (старше 65 лет).

## Экономика
В 2014 году из 276 человек старше 16 лет имели работу 109. При этом мужчины имели медианный доход в 32 857 долларов США в год против 20 833 долларов среднегодового дохода у женщин. В 2014 году медианный доход на семью оценивался в 33 646 $, на домашнее хозяйство — в 30 000 $. Доход на душу населения — 12 270 $ в год.